# Associazione Calcio Renate 2018-2019
Questa voce raccoglie le informazioni riguardanti l'Associazione Calcio Renate nelle competizioni ufficiali della stagione 2018-2019.

## Stagione
Nella stagione 2018-2019 il Renate disputa il girone B del campionato di Serie C, raccoglie 39 punti ottenendo il diciassettesimo posto. Tre allenatori si sono alternati sulla panchina del Renate nel tentativo riuscito di mantenere la categoria, raggiunta con fatica grazie agli scontri diretti a favore rispetto al Rimini, che con gli stessi 39 punti del Renate, si è trovato costretto a disputare il Play-out con la Virtus Verona. La squadra nerazzurra partecipa con poca fortuna alla Coppa Italia Tim Cup subito eliminata dal Rezzato, squadra bresciana che si è imposta (0-2). Nella Coppa Italia di Serie C entra inscena nei sedicesimi, subito fuori contro il Gozzano, (0-0) e poi i piemontesi vincono ai calci di rigore (5-6).

## Divise e sponsor
Il fornitore tecnico per la stagione 2018-2019 è Legea, mentre gli sponsor ufficiali sono Yale (sulla prima e terza divisa) e Carer (sulla seconda divisa).
| Casa | Trasferta | Terza divisa |  | Casa alternativa | Trasferta alternativa |

## Rosa
| N. |                      | Ruolo | Calciatore                 |
| -- | -------------------- | ----- | -------------------------- |
| 1  | Italia (bandiera)    | P     | Andrea Romagnoli           |
| 1  | Italia (bandiera)    | P     | Stefano Tarolli            |
| 2  | Italia (bandiera)    | D     | Denis Caverzasi            |
| 3  | Italia (bandiera)    | D     | Giusto Priola              |
| 4  | Italia (bandiera)    | C     | Nicola Pavan               |
| 5  | Italia (bandiera)    | D     | Dario Teso                 |
| 6  | Italia (bandiera)    | C     | Andrea Doninelli           |
| 7  | Italia (bandiera)    | D     | Marco Anghileri (capitano) |
| 8  | Italia (bandiera)    | C     | Lorenzo Simonetti          |
| 9  | Italia (bandiera)    | A     | Guido Gomez                |
| 10 | Australia (bandiera) | A     | Reno Piscopo               |
| 11 | Italia (bandiera)    | A     | Emiliano Pattarello        |
| 12 | Italia (bandiera)    | P     | Cristian Lazzaroni         |
| 13 | Italia (bandiera)    | D     | Lorenzo Saporetti          |
| 14 | Italia (bandiera)    | C     | Antonio D'Alena            |

| N. |                    | Ruolo | Calciatore          |
| -- | ------------------ | ----- | ------------------- |
| 15 | Italia (bandiera)  | A     | Carmine De Sena     |
| 16 | Italia (bandiera)  | D     | Diego Vannucci      |
| 17 | Italia (bandiera)  | C     | Alessandro Quaini   |
| 18 | Italia (bandiera)  | C     | Dario Venitucci     |
| 19 | Italia (bandiera)  | A     | Alberto Spagnoli    |
| 20 | Albania (bandiera) | C     | Armand Rada         |
| 21 | Italia (bandiera)  | D     | Giacomo Caccin      |
| 22 | Italia (bandiera)  | P     | Matteo Cincilla     |
| 23 | Italia (bandiera)  | A     | Francesco Finocchio |
| 24 | Italia (bandiera)  | D     | Gianluca Frabotta   |
| 24 | Italia (bandiera)  | C     | Francesco Li Gotti  |
| 25 | Italia (bandiera)  | C     | Matteo Rossetti     |
| 26 | Italia (bandiera)  | D     | Stefano Pennati     |
| 27 | Italia (bandiera)  | D     | Davide Guglielmotti |
| 29 | Italia (bandiera)  | A     | Andrea Vassallo     |

## Calciomercato

### Sessione estiva(dal 01/07 al 31/08)
| Acquisti | Acquisti            | Acquisti       | Acquisti      |
| R.       | Nome                | da             | Modalità      |
| -------- | ------------------- | -------------- | ------------- |
| P        | Andrea Romagnoli    | Roma           | prestito      |
| D        | Giacomo Caccin      | Cittadella     | prestito      |
| D        | Gianluca Frabotta   | Bologna        | prestito      |
| D        | Davide Guglielmotti |                | svincolato    |
| D        | Giusto Priola       | Pistoiese      | svincolato    |
| D        | Lorenzo Saporetti   | Parma          | prestito      |
| D        | Luca Villa          | Pergolettese   | fine prestito |
| C        | Antonio D'Alena     | Torino         | prestito      |
| C        | Andrea Doninelli    | Siena          | svincolato    |
| C        | Armand Rada         | Inter          | svincolato    |
| C        | Antonio Rossetti    | Roma           | prestito      |
| C        | Dario Venitucci     | Bassano Virtus | svincolato    |
| A        | Emiliano Pattarello | Bologna        | prestito      |
| A        | Alberto Spagnoli    | Mestre         | svincolato    |

| Cessioni | Cessioni              | Cessioni        | Cessioni                |
| R.       | Nome                  | a               | Modalità                |
| -------- | --------------------- | --------------- | ----------------------- |
| P        | Michele Di Gregorio   | Inter           | fine prestito           |
| P        | Simone Stucchi        | Pergolettese    | prestito                |
| D        | Matteo Di Gennaro     | Livorno         | definitivo (0,15 mln €) |
| D        | Andrea Malgrati       | Lecco           | svincolato              |
| D        | Alessandro Mattioli   | Inter           | fine prestito           |
| D        | Davide Savi           | Chievo          | fine prestito           |
| D        | Luca Villa            | Pergolettese    | svincolato              |
| C        | Stefano Antezza       | Spezia          | fine prestito           |
| C        | Alessandro Cazzamalli | Pergolettese    | svincolato              |
| C        | Enrico De Micheli     | Vigor Carpaneto | svincolato              |
| C        | Jacopo Ferri          | Roma            | fine prestito           |
| C        | Giovanni Fietta       | Pro Patria      | svincolato              |
| C        | Gabriel Lunetta       | Atalanta        | fine prestito           |
| C        | Antonio Palma         | Atalanta        | fine prestito           |
| C        | Jacopo Scaccabarozzi  | Piacenza        | fine prestito           |
| C        | Giuseppe Ungaro       | Reggina         | svincolato              |
| A        | Manuel De Luca        | Torino          | fine prestito           |
| A        | Nicolò Sofia          | Pergolettese    | svincolato              |

### Sessione invernale(dal 03/01 al 31/01)
| Acquisti | Acquisti           | Acquisti  | Acquisti   |
| R.       | Nome               | da        | Modalità   |
| -------- | ------------------ | --------- | ---------- |
| P        | Stefano Tarolli    | Foggia    | prestito   |
| D        | Denis Caverzasi    | Monza     | definitivo |
| C        | Francesco Li Gotti |           | svincolato |
| C        | Alessandro Quaini  | Genoa     | prestito   |
| A        | Carmine De Sena    | Bisceglie | svincolato |
| A        | Andrea Vassallo    | Bologna   | prestito   |

| Cessioni | Cessioni          | Cessioni | Cessioni      |
| R.       | Nome              | a        | Modalità      |
| -------- | ----------------- | -------- | ------------- |
| P        | Andrea Romagnoli  | Roma     | fine prestito |
| D        | Gianluca Frabotta | Bologna  | fine prestito |
| C        | Antonio D'Alena   | Torino   | fine prestito |

## Risultati

### Serie C Girone B

#### Girone di andata
| Arbitro: | Bitonti (Bologna) |

|  |           |                             |
|  | Marcatori | 30’ G. Gomez 43’ R. Piscopo |

| Arbitro: | Annaloro (Collegno) |

|                  |           |                       |
| Guglielmotti 33’ | Marcatori | 31’ (rig.) Giacomelli |

| Arbitro: | Rossetti (Ancona) |

|           |           |  |
| Negro 31’ | Marcatori |  |

| Arbitro: | Panettella (Bari) |

|  |           |              |
|  | Marcatori | 52’ Urbinati |

| Arbitro: | Nicoletti (Catanzaro) |

|               |           |               |
| Marilungo 58’ | Marcatori | 52’ Simonetti |

| Arbitro: | Arace (Lugo) |

|  |           |          |
|  | Marcatori | 29’ Diop |

| Arbitro: | Pirrotta (Barcellona Pozzo di Gotto) |

|  |           |               |
|  | Marcatori | 55’ Grandolfo |

| Arbitro: | G. Miele (Nola) |

|                             |           |               |
| De Agostini 69’ Barison 86’ | Marcatori | 29’ Venitucci |

| Arbitro: | Pashuku (Albano Laziale) |

|              |           |                                    |
| Spagnoli 29’ | Marcatori | 10’ Mensah 59’ Steffè 80’ Granoche |

| Arbitro: | Garofalo (Torre del Greco) |

|                |           |  |
| Nocciolini 31’ | Marcatori |  |

| Arbitro: | Fontani (Siena) |

|              |           |  |
| G. Gomez 69’ | Marcatori |  |

| Arbitro: | Chindemi (Viterbo) |

|                       |           |  |
| Ruffini 30’ Kouko 65’ | Marcatori |  |

| Arbitro: | Gualtieri (Asti) |

|                |           |  |
| R. Piscopo 42’ | Marcatori |  |

| Arbitro: | Collu (Cagliari) |

|                    |           |                        |
| Celli 4’ Cappa 87’ | Marcatori | 33’ G. Gomez 35’ Pavan |

| Arbitro: | Angelucci (Foligno) |

|  |           |                |
|  | Marcatori | 4’ A. Ferrante |

| Arbitro: | Natilla (Molfetta) |

|  |           |               |
|  | Marcatori | 3’ R. Piscopo |

| Arbitro: | Guida (Salerno) |

|  |           |                       |
|  | Marcatori | 72’ (rig.) Berardocco |

| Salò 22 dicembre 2018, ore 18:30 CET 18ª giornata | Feralpisalò      | 0 – 0 referto | Renate | Stadio Lino Turina (599 spett.)\| Arbitro: \| Clerico (Torino) \| |
| Arbitro:                                          | Clerico (Torino) |               |        |                                                                   |

| Arbitro: | Fiero (Pistoia) |

|          |           |  |
| Pavan 2’ | Marcatori |  |

#### Girone di ritorno
| Arbitro: | Di Cairano (Ariano Irpino) |

|                |           |                 |
| R. Piscopo 12’ | Marcatori | 78’ A. De Paoli |

| Arbitro: | Meleleo (Casarano) |

|           |           |              |
| Guerra 9’ | Marcatori | 90+1’ Priola |

| Meda 22 gennaio 2019, ore 20:30 CET 22ª giornata | Renate            | 0 – 0 referto | Monza | Stadio Città di Meda (710 spett.)\| Arbitro: \| Giordano (Novara) \| |
| Arbitro:                                         | Giordano (Novara) |               |       |                                                                      |

| Arbitro: | Zingarelli (Siena) |

|             |           |                     |
| Maurizi 61’ | Marcatori | 32’ (rig.) G. Gomez |

| Arbitro: | Rutella (Enna) |

|              |           |             |
| G. Gomez 73’ | Marcatori | 40’ Defendi |

| Arbitro: | Donda (Cormons) |

|  |           |               |
|  | Marcatori | 52’ Saporetti |

| Arbitro: | Longo (Paola) |

|  |           |              |
|  | Marcatori | 34’ G. Gomez |

| Arbitro: | D'Ascanio (Ancona) |

|               |           |            |
| De Sena 90+2’ | Marcatori | 43’ Burrai |

| Arbitro: | Cascone (Nocera Inferiore) |

|                         |           |  |
| Mensah 79’ Granoche 83’ | Marcatori |  |

| Arbitro: | Moriconi (Roma) |

|  |           |             |
|  | Marcatori | 37’ Selleri |

| Arbitro: | Lorenzin (Castelfranco Veneto) |

|             |           |              |
| Checchi 39’ | Marcatori | 1’ Anghileri |

| Arbitro: | Monaldi (Macerata) |

|  |           |                 |
|  | Marcatori | 45’ (rig.) Cori |

| Gubbio 24 marzo 2019, ore 14:30 CET 32ª giornata | Gubbio          | 0 – 0 referto | Renate | Stadio Pietro Barbetti (748 spett.)\| Arbitro: \| Kumara (Verona) \| |
| Arbitro:                                         | Kumara (Verona) |               |        |                                                                      |

| Meda 31 marzo 2019, ore 16:30 CEST 33ª giornata | Renate             | 0 – 0 referto | Teramo | Stadio Città di Meda (150 spett.)\| Arbitro: \| Petrella (Viterbo) \| |
| Arbitro:                                        | Petrella (Viterbo) |               |        |                                                                       |

| Fano 7 aprile 2019, ore 16:30 CEST 34ª giornata | Fano                               | 0 – 0 referto | Renate | Stadio Raffaele Mancini (850 spett.)\| Arbitro: \| Acanfora (Castellammare di Stabia) \| |
| Arbitro:                                        | Acanfora (Castellammare di Stabia) |               |        |                                                                                          |

| Arbitro: | Robilotta (Sala Consilina) |

|  |           |                      |
|  | Marcatori | 23’ Rocco 82’ Capano |

| Arbitro: | Donda (Cormons) |

|  |           |                  |
|  | Marcatori | 18’ Guglielmotti |

| Arbitro: | Bitonti (Bologna) |

|                                |           |                        |
| R. Piscopo 2’ Guglielmotti 48’ | Marcatori | 17’, 19’, 77’ Maiorino |

| Rimini 5 maggio 2019, ore 15:00 CEST 38ª giornata | Rimini                 | 0 – 0 referto | Renate | Stadio Romeo Neri (2 842 spett.)\| Arbitro: \| Marchetti (Ostia Lido) \| |
| Arbitro:                                          | Marchetti (Ostia Lido) |               |        |                                                                          |

### Coppa Italia
| Arbitro: | D. Miele (Torino) |

|  |           |                        |
|  | Marcatori | 45’ Sodinha 54’ Geroni |

### Coppa Italia di Serie C

#### Sedicesimi di finale
| Arbitro: | Ricci (Firenze) |

|                                                                        |                      |                                                                |
| Doninelli Simonetti Frabotta Pattarello Venitucci Guglielmotti Pennati | Tiri di rigore 5 – 6 | Romeo Carletti Emiliano Manè M. Rolando Salvestroni Tumminelli |

## Statistiche

### Statistiche di squadra
| Competizione         | Punti | In casa | In casa | In casa | In casa | In casa | In casa | In trasferta | In trasferta | In trasferta | In trasferta | In trasferta | In trasferta | Totale | Totale | Totale | Totale | Totale | Totale | D.R. |
| Competizione         | Punti | G       | V       | N       | P       | GF      | GS      | G            | V            | N            | P            | GF           | GS           | G      | V      | N      | P      | GF     | GS     | D.R. |
| -------------------- | ----- | ------- | ------- | ------- | ------- | ------- | ------- | ------------ | ------------ | ------------ | ------------ | ------------ | ------------ | ------ | ------ | ------ | ------ | ------ | ------ | ---- |
| Serie C              | 39    | 19      | 3       | 6       | 10      | 10      | 19      | 19           | 5            | 9            | 5            | 13           | 14           | 38     | 8      | 15     | 15     | 23     | 33     | -10  |
| Coppa Italia         | -     | 1       | 0       | 0       | 1       | 0       | 2       | 0            | 0            | 0            | 0            | 0            | 0            | 1      | 0      | 0      | 1      | 0      | 2      | -2   |
| Coppa Italia Serie C | -     | 1       | 0       | 1       | 0       | 0       | 0       | 0            | 0            | 0            | 0            | 0            | 0            | 1      | 0      | 1      | 0      | 0      | 0      | 0    |
| Totale               | 39    | 21      | 3       | 7       | 11      | 10      | 21      | 19           | 5            | 9            | 5            | 13           | 14           | 40     | 8      | 16     | 16     | 23     | 35     | -12  |

### Andamento in campionato
| Giornata  | 1 | 2 | 3 | 4  | 5  | 6  | 7  | 8  | 9  | 10 | 11 | 12 | 13 | 14 | 15 | 16 | 17 | 18 | 19 | 20 | 21 | 22 | 23 | 24 | 25 | 26 | 27 | 28 | 29 | 30 | 31 | 32 | 33 | 34 | 35 | 36 | 37 | 38 |
| --------- | - | - | - | -- | -- | -- | -- | -- | -- | -- | -- | -- | -- | -- | -- | -- | -- | -- | -- | -- | -- | -- | -- | -- | -- | -- | -- | -- | -- | -- | -- | -- | -- | -- | -- | -- | -- | -- |
| Luogo     | T | C | T | C  | T  | C  | C  | T  | C  | T  | C  | T  | C  | T  | C  | T  | C  | T  | C  | C  | T  | C  | T  | C  | T  | T  | C  | T  | C  | T  | C  | T  | C  | T  | C  | T  | C  | T  |
| Risultato | V | N | P | P  | N  | P  | P  | P  | P  | P  | V  | P  | V  | N  | P  | V  | P  | N  | V  | N  | N  | N  | N  | N  | V  | V  | N  | P  | P  | N  | P  | N  | N  | N  | P  | V  | P  | N  |
| Posizione | 2 | 4 | 7 | 10 | 10 | 14 | 19 | 19 | 19 | 20 | 17 | 20 | 17 | 18 | 18 | 17 | 19 | 20 | 17 | 17 | 17 | 17 | 17 | 15 | 14 | 14 | 14 | 15 | 16 | 15 | 18 | 17 | 17 | 18 | 18 | 17 | 17 | 17 |

Legenda:

Luogo: C = Casa; T = Trasferta. Risultato: V = Vittoria; N = Pareggio; P = Sconfitta.